# Idiops palapyi
Idiops palapyi là một loài nhện trong họ Idiopidae.
Loài này thuộc chi Idiops. Idiops palapyi được Shirley Cotter Tucker miêu tả năm 1917.